# Aenigmomphisicola europaea
Aenigmomphisicola europaea е вид коремоного от семейство Lymnaeidae.

## Разпространение
Видът е разпространен в Европейска част на Русия.